# 벤트인
벤트인(독일어: Wenden, 영어: Wends, 고대 영어: Winedas 위네다스, 고대 노르드어: Vindr 빈드, 덴마크어: vendere, 스웨덴어: vender, 폴란드어: Wendowie)은 중세에 게르만족과 인접한 지역에 살던 슬라브족을 게르만족들이 부르던 이름이다. 특정한 민족을 가리키는 말이 아니다.
대략 신성로마제국 영내에 살던 슬로벤인이나 북동부 변경지대의 서슬라브족(폴라브인)을 가리키는 말이었지만 항상 그런 식으로 사용되지는 않았다. "벤트"라는 어근은 핀족 계통 언어에서 살아남아 러시아를 가리키는 말로 현재까지 사용된다(핀란드어: Venäjä 베내얘[*], 에스토니아어: Vene 베네, 카렐어: Veneä 베네애).

## 같이 보기
- 북방변경
- 카슈브인
- 소르브인
- 슬로벤인